# OT Port Gdynia
OT Port Gdynia – przedsiębiorstwo prowadzące uniwersalny terminal portowy, świadczący usługi przeładunkowo-składowe w porcie morskim Gdynia.
Terminal świadczy obsługę  ładunków drobnicowych w systemie konwencjonalnym, w technologii ro-ro, skonteneryzowanych, ponadgabarytowych, jak również w zakresie klasycznych ładunków masowych suchych. Wykonuje również usługi formowania i rozformowania kontenerów, formowania i rozformowania palet, mocowania ładunku, sortowania, segregacji i inne.
OT Port Gdynia dysponuje linią nabrzeży o łącznej długości 4 km, przy zanurzeniu maksymalnym 13,00 m. Całkowita powierzchnia składowa w dyspozycji firmy to ok. 205 tys. m². Realizowane przeładunki koncentrują się na nabrzeżach w basenach portowych nr IV (basen Marszałka Piłsudskiego) i nr V (basen Ministra Kwiatkowskiego) - nazwy nadano w czasie ich budowy w okresie II RP.
Roczny potencjał przeładunkowy terminala to 4,00 mln ton ładunków, w większości drobnicy, jak też towarów masowych, głównie koksu, pasz i zbóż.
Od 2014 roku należy do Grupy Kapitałowej OT Logistics. Do 2015 roku przedsiębiorstwo funkcjonowało jako BTDG - Bałtycki Terminal Drobnicowy Gdynia Sp. z o.o.